# 鈴木良男
鈴木 良男（すずき よしお、1934年11月15日 - ）は、旭化成工業株式会社取締役、株式会社旭リサーチセンター社長を歴任するなど日本の企業人。1981年から1983年の臨時行政調査会（いわゆる土光臨調）で国鉄・電電・専売公社の改革に携わって以来20数年にわたり、随時の政府の行政改革特に規制改革に関する審議会等のメンバーとしてこれら課題に深く関わってきた。

## 経歴
- 1934年　愛知県に生まれる。
- 1959年　東京大学法学部卒業、旭化成工業株式会社入社
- 1981年　臨時行政調査会事務局調査員に出向、「国鉄、電々、専売の民営化」などをテーマとする[1]。
- 1989年　旭化成取締役総務部長
- 1992年　旭リサーチセンター社長、2004年会長
- 1991年　第三次臨時行政改革推進審議会の「行政手続法部会」、「証券問題特別委員会」および「豊かな暮らし部会」の各専門委員[2]、法曹養成制度等改革協議会協議員
- 1994年　村山内閣行政改革推進本部規制緩和検討委員会専門委員
- 1995年　行政改革委員会情報公開部会専門委員、行政改革委員会規制緩和小委員会参与[3]、日本商工会議所・東京商工会議所政策委員会委員、総務庁行政監察懇話会委員
- 1997年　東京商工会議所経済法規委員会副委員長[4]
- 1998年　東京商工会議所経済構造改革委員会副委員長、行政改革推進本部規制緩和（後規制改革）委員会委員長代理[5]
- 1999年　司法改革フォーラム会長
- 2000年　日本商工会議所経済法規問題懇談会座長
- 2001年　内閣府総合規制改革会議委員、2002年より同会議議長代理[5]
- 2004年　東京商工会議所政治・行政改革委員会副委員長、内閣府規制改革・民間開放推進会議議長代理[5]

## 著書
- 「規制緩和は何故できないのか」（1995年、日本実業出版社）
- 「日本の司法ここが問題 － 弁護士改造計画」（1995年、東洋経済新報社）
- 「暗闘　ＮＴＴ vs. 郵政省」（1996年、講談社）

## 栄典
- 2005年11月 旭日中綬章受章[6]